# 福島県立南会津高等学校
福島県立南会津高等学校（ふくしまけんりつ みなみあいづ こうとうがっこう）は、福島県南会津郡南会津町田島に所在する県立高等学校。

## 校訓
真摯（しんし）明朗（めいろう）健康（けんこう）

## 校歌
作詞　梁取三義　　作曲　古関裕而

## 設置学科
- 単位制課程
  - 総合学科

### 過去の設置学科
- 全日制課程　
  - 普通科

## 沿革

### 旧福島県立南会津高等学校
- 1948年 - 福島県立南会西部高等学校創立。
- 1960年 - 福島県立南会津高等学校に改称。

### 新福島県立南会津高等学校
- 2023年4月1日 - 旧・福島県立南会津高等学校と福島県立田島高等学校が統合し、新たに福島県立南会津高等学校が開校[2]。旧・南会津高校は新・南会津高校南郷校舎となる。
- 2025年3月1日 - 同日に行われた在校生16名の卒業式をもって南会津高校南郷校舎が閉校[3]。

## 進路概況
国立・私立大学への推薦も多く専門学校への進学や就職率も高い。

## 部活動
運動部
- スキー部
- 剣道部
- ハンドボール部（過去に一度廃部になったが2022年度に復活）
- バレーボール部
- 卓球部
- 野球部
- 自然科学部

運動部の中でも、スキー部はとてもレベルが高く全国出場経験がある。毎年11月から3月くらいまで遠征に行く。

総合文化部
- ボランティア班
- 茶道班
- 華道班
- 書道班

2022年度から文化部から総合文化部に、それぞれ部から班に改称。各班ごとに班長がおり、それぞれの班長の上の部長がいる。

## 交通
- 会津鉄道会津線田島高校前駅下車